# 大阪市電天王寺大道線
大阪市電天王寺大道線（おおさかしでんてんのうじだいどうせん）は、天王寺西門前駅 - 寺田町駅を結んでいた大阪市電期外線の路線。

## 路線概要
- 起点：天王寺西門前駅
- 終点：寺田町駅
- 軌間：1435mm
- 架線電圧：直流600V

## 沿革
- 1929年（昭和4年）2月1日：天王寺西門前駅 - 寺田町駅間を開業。
- 1930年（昭和5年） - 1932年（昭和7年）：河堀神社前駅（初代）を大道三丁目駅（2代）に改称[1]。
- 1937年（昭和12年）ごろ：大道二丁目駅を天王寺南門前駅に改称。
- 1944年（昭和19年）6月1日：戦時体制による終日急行運転実施のため、天王寺南門前駅、大道三丁目駅を廃止。
- 1950年（昭和25年）5月15日：天王寺南門前駅を大道二丁目駅に改称して復活。
- 1968年（昭和43年）10月1日：全線廃止。

## 駅一覧
| 駅名           | キロ程 | 接続路線                                             |
| -------------- | ------ | ---------------------------------------------------- |
| 天王寺西門前駅 | 0.0    | 大阪市電：西道頓堀天王寺線、上本町線、天王寺阿倍野線 |
| 大道二丁目駅   | 0.4    |                                                      |
| 寺田町駅       | 0.9    | 大阪市電：百済線、霞町玉造線                         |

- 1959年（昭和34年）7月当時

### 廃駅
- 大道三丁目駅（大道二丁目駅 - 寺田町駅間）：1944年（昭和19年）6月1日廃止。

## 系統
7系統が走っていた。